# ادوارد هولمز
ادوارد هولمز (انگلیسی: Edward Holmes; ۲۵ آوریل ۱۸۸۰ – ۲۴ آوریل ۱۹۲۴) بازیکن هاکی روی چمن اهل بریتانیا بود.